# Ben Weber
Ben Weber (Bellingham, 14 maggio 1972) è un attore statunitense.
Ben ha partecipato a molti film: Kissing Jessica Stein, Il club dei cuori infranti e Twister e a molti telefilm, tra cui Six Feet Under sulla HBO, Miss Match, Sex and the City, Law & Order e ad una puntata de La vita segreta di una teenager americana. Ben è anche regista e sceneggiatore.